# À la maréchale
 (septembre 2021).
À la maréchale est un mode de préparation des aliments dans la haute cuisine. Les plats à la maréchale sont composés de morceaux de viande tendre, tels que des escalopes, des suprêmes, des ris de veau ou du poisson, qui sont traités à l'anglaise, c'est-à-dire trempés dans un œuf battu, enrobés de chapelure et sautés,,,.

## Histoire et variétés
Le plat est connu depuis le XVIIIe siècle au moins. On suppose qu'il pourrait être associé à la maréchale de Luxembourg (1707-1787), l'épouse de Charles II Frédéric de Montmorency-Luxembourg (1702-1764) et une hôtesse de société importante. Selon l'historien gastronomique William Pokhlyobkin, le plat devait être si tendre que « même un maréchal (synonyme d'un homme âgé, rassasié et édenté) pouvait le manger ».
De nombreuses variétés de ces plats sont décrites dans les livres de cuisine du XIXe siècle. On trouve diverses sortes de viandes, volailles et poissons préparés à la maréchale, par exemple dans les ouvrages d'André Viard, Antoine Beauvilliers, Louis Eustache Ude, Marie-Antoine Carême, Jules Gouffé, Alexis Soyer, Charles Elmé Francatelli, Urbain Dubois et Charles Ranhofer.
Certains livres comprenaient des versions farcies, comme le « lapin à la maréchale » farci de duxelles et le « filet de volaille à la maréchale » farci de truffes et d'herbes, ou d'herbes et de viande.
Après la victoire sur Napoléon en 1814, les plats à la maréchale ont été introduits en Russie. Des variétés plutôt élaborées, impliquant généralement des filets de gélinotte, se trouvent dans plusieurs premiers livres de cuisine russes. L'un des premiers livres de ce type, The Last Work de Gerasim Stepanov, propose de combiner des filets de gélinotte et du foie de veau. A Gift to Young Housewives d'Elena Molokhovets, le livre de cuisine russe le plus populaire du XIXe siècle, comprend depuis sa première édition en 1861 une recette de « gélinotte à la maréchale » à la sauce madère, farcie de avec des champignons portobello et des truffes. Une variété similaire de « côtelettes de gibier à la maréchale » avec une farce aux quenelles et aux truffes est décrite dans le manuel The Practical Fundamentals of the Cookery Art de Pelageya Alexandrova-Ignatieva publié au début du XXe siècle.
À l'époque soviétique, le livre Apportionments for dinners, separate dishes and other products of public catering, paru en 1928 et qui servait de référence standard pour les établissements de restauration soviétiques, demandait de renommer de nombreux plats traditionnels de restaurant afin de remplacer les noms « bourgeois » (le plus souvent à la française) par des formes simples « prolétaires ». Ce programme n'a pas été mis en œuvre immédiatement (du moins pas complètement) et son successeur, le Répertoire de répartition pour la restauration, publié en 1940 par le ministère soviétique de l'Industrie alimentaire, incluait encore des filets de poulet et de gibier à la maréchale farcis de sauce au lait et de champignons portobello. Les principaux livres de cuisine soviétiques publiés après la Seconde Guerre mondiale, tels que Cookery en 1955 ou Directory of Recipes and Culinary Products for Catering, reprenaient la même recette mais la nommaient simplement « escalope de poulet ou de gibier farcie à la sauce au lait » et ajoutaient une recette similaire d'« escalope de poulet ou de gibier farcie au foie, ». En conséquence, le terme à la maréchale a disparu des menus des restaurants soviétiques.
Auguste Escoffier note dans Le Guide culinaire que le nappage « à l'anglaise » couramment utilisé dans ces plats est un substitut économique au traitement original avec des truffes hachées. Si le suprême de poulet et la cervelle de veau sont préparés de cette façon, d'autres plats à la Maréchale de son Guide, tels que les tournedos et les escalopes de foie gras, incluent des truffes. Une garniture de truffes et de pointes d'asperges vertes est aujourd'hui courante pour les plats à la maréchale,.

### Sources
- (ru) Пелагея Павловна Александрова-Игнатьева, Практические основы кулинарного искусства, Санкт-Петербург,‎ 1909

- (ru) Продуктовые нормы обедов, отдельных блюд и прочих изделий общественных столовых (раскладки), Москва, паевое товарищество "Нарпит",‎ 1928

- (ru) Ration Standards (apportionments) for Dinners, Separate Dishes and Other Products of Public Catering, Moscou, Narpit (state organisation for public catering), 1928

- (ru) Научно-исследовательский институт торговли и общественного питания, Сборник раскладок для предприятий общественного питания, Москва, Госторгиздат,‎ 1940

- Antoine Beauvilliers, L'Art du cuisinier, vol. 1, Paris, Pilet, 1814 (lire en ligne)

- Marie Antonin Carême, Armand Plumerey et Charles Frédéric Alfred Fayot, L'Art de la cuisine française au XIXe siècle : traité élémentaire et pratique, vol. 4, 1847 (lire en ligne)

- (ru) Антон Павлович Чехов, Мужики,‎ 1897

- Jim Chevallier, Apres Moi, Le Dessert, vol. 2, 2009 (ISBN 978-1-44148-954-8)

- Кулинария, Москва, Госторгиздат,‎ 1955

- (ru) Научно-исследовательский институт торговли и общественного питания, Сборник рецептур блюд и кулинарных изделий для предприятий общественного питания, Москва, Госторгиздат,‎ 1980

- Urbain Dubois, La Cuisine classique. Études pratiques, raisonnées et démonstratives de l'École française appliquée au service à la russe, E. Dentu, 1968 (lire en ligne)

- Auguste Escoffier, A Guide to Modern Cookery, Londres, W. Heinemann, 1907 (lire en ligne)

- Charles Elmé Francatelli, The Modern Cook, Réimprimé par Applewood Books, 2008, 1859 (ISBN 9781429012102, lire en ligne)

- Jules Gouffé, Le Livre de cuisine, 1867 (lire en ligne)

- (ru) Елена Molokhovets, Подарок молодым хозяйкам, Санкт-Петербург,‎ 1861

- Prosper Montagné, Larousse gastronomique, Paris, Librairie Larousse, 1938

- (ru) Pokhlyobki, Кулинарный словарь, Москва, Центрполиграф,‎ 2006 (ISBN 5-227-00460-9)

- (en) Charles Ranhofer, The Epicurean: a Complete Treatise of Analytical and Practical Studies on the Culinary Art, 1894 (lire en ligne)

- (en) Edouard Renold, Chef's Compendium of Professional Recipes, Routledge, 2012 (ISBN 9781136078620)

- (ru) Alexis Soyer, The Gastronomic Regeneration: A Simplified and Entirely New System of Cookery with Nearly Two Thousand Practical Receipts, Simpkin, Marshall & Company, 1849 (lire en ligne)

- (ru) Stepanov, Последний труд слепца-старца Герасима Степанова, Москва,‎ 1851

- Supertoinette, « Maréchale (à la) », sur La Glossaire des termes de cuisine (consulté le 3 décembre 2024)

- (en) Louis Eustache Ude, The French Cook, Or, The Art of Cookery: Developed in All Its Branches, Publié par l'auteur, 1815 (lire en ligne)

- André Viard, Le Cuisinier impérial, Paris, J.-N. Barba, 1806